# Chionaspis rhaphidophorae
Chionaspis rhaphidophorae är en insektsart som beskrevs av Williams och Watson 1988. Chionaspis rhaphidophorae ingår i släktet Chionaspis och familjen pansarsköldlöss.
Artens utbredningsområde är Fiji. Inga underarter finns listade i Catalogue of Life.